# District de Sifangtai
Le district de Sifangtai (四方台区 ; pinyin : Sìfāngtái Qū) est une subdivision administrative de la province du Heilongjiang en Chine. Il est placé sous la juridiction de la ville-préfecture de Shuangyashan.